# Chus (Einheit)
Der Chus war eine Volumeneinheit (Hohlmaß) im antiken Griechenland. Der Name leitete sich von dem Wort für Kanne, Krug ab (vgl. auch Chous).
Kotylä/Kotyle war ein kleineres Maß und kann mit Napf oder Trinkschale übersetzt werden. * 1 Chus = 12 Kotylai/Kotylis (1 K. = 273,6 Milliliter oder 1/192 Medimnos) = 48 Oxybapha/Tryblia = 3,283 Liter.